# BMW S1000R
BMW S1000R은 BMW 모토라드에서 2014년부터 생산 중인 네이키드 오토바이이다.